# Квашніна Марина Володимирівна
Марина Володимирівна Квашніна́  (англ. Marina Kvashnina, нар. 4 вересня 1976 ) — підприємець, менеджер і експерт у сфері ІТ та розвитку бізнесу з досвідом роботи у провідних українських та міжнародних компаніях. Управляючий партнер компанії Edenlab , член Наглядової ради  найбільшого банку Молдови — Moldova Agroinbank , член Наглядової ради банку "Львів".

## Кар'єра
Марина Квашніна має понад 20 років  у сфері ІТ та розвитку бізнесу. Розпочинала свою кар'єру в галузі фінансів. Зокрема, займала посаду генерального директора компанії з управління активами Fincominvest (лютий 2006 — жовтень 2006) та посаду фінансового директора в United Silo Company , частині холдингу Glencore (серпень 2003 — серпень 2005).
Працюючи з жовтня 2005 до липня 2009 року на посаді генерального директора, Марина створила і розвинула  проект національної аптечної мережі «Аптека Доброго дня» — одного з ключових фармритейлерів на ринку України. Мережа включає понад 220 аптек по всій країні та обслуговує понад 500 тисяч лояльних клієнтів щомісяця.
З жовтня 2010 до серпня 2013 року — керівник Центру галузевої експертизи ПриватБанку, де очолювала проекти розробки та впровадження інноваційних продуктів для представників корпоративного сектору та їх клієнтів .
З листопада 2013 до травня 2015 року Марина працювала директором з розвитку бізнесу, членом правління Дельта Банку . Створила та очолювала Інноваційну лабораторію, відповідала за розвиток електронного бізнесу, внутрішню розробку програмного забезпечення, вихід на ринок нових продуктів, клієнтську аналітику та стратегічний маркетинг .
З січня 2017 року — керуючий партнер Edenlab — компанії з розробки програмного забезпечення у сфері медичних, фінансових технологій, RnD, ІТ-консалтингу і системної інтеграції . Серед ключових проектів, реалізованих командою Edenlab — розробка національної цифрової платформи охорони здоров'я eHealth для Уряду України; розробка і запуск портфелю фінансових продуктів для MasterCard; впровадження систем CRM і BPM у Datagroup; розробка інноваційної платформи цифрового банкінгу для Raiffeisen Bank; проект медичних цифрових рішень для уряду Саудівської Аравії; запуск сервісу швидких грошових переказів Pay2You; Heals — рішення для об'єднання мережі приватних клінік у Гонконгу.
У 2019 році Марина Квашніна стала членом Наглядової ради Moldova Agroindbank .
З лютого 2019 року відповідає за диджиталізацію Групи Нафтогаз як директор з інформаційних технологій . У коло її обов'язків входить автоматизація та уніфікація ІТ-рішень для компаній Групи, впровадження нових ІТ-рішень для підвищення ефективності бізнес-процесів, а також трансформація ІТ-функції в цілому.
З 2019 року до травня 2022 року Марина також була директором Нафтогаз Цифрові Технології (англ. Naftogaz Digital Technologies) — першої інсорсингової ІТ-компанії в державному секторі , яка займається автоматизацією бізнес-процесів Групи Нафтогаз.

## Освіта
1993—1999 роки — навчалася у Національному технічному університеті «Харківський політехнічний інститут» . Отримала диплом спеціаліста з економіки (із відзнакою), магістр за спеціальністю «Управління виробництвом».
2016 рік — закінчила Executive Program у Singularity University, Каліфорнія .
2018 рік — випускниця School for Strategy Architects у Києво-Могилянській бізнес-школі .
2021 рік — закінчила програму Board Direction в Українській корпоративній урядовій академії (англ. Ukrainian Corporate Governance Academy, UCGA)
Вільно володіє українською, російською та англійською мовами .

## Громадська діяльність
Член Young Presidents Organization (Київ) та співголова YPO Eastern Europe Financial Service Network .
Випускниця Aspen Ukraine .